# Dietwart
Der Dietwart ist im Österreichischen Turnerbund seit den Anfängen der Turnvereine in Österreich ein Amtsträger, zuständig für Festgestaltung, Festreden, Jugendbetreuung und Ähnliches.

## Bedeutung des Namens
Diet kommt aus dem Mittelhochdeutschen und bedeutet Volk, im übertragenen Sinn deutsch; Aussprache Diht.

## Historisches
Seit den Anfängen der Turnvereine gab es neben den Amtswaltern für Turnen und ähnliches auch den Dietwart. Etwa führte der 1862 gegründete Turnverein Baden (Niederösterreich) dieses Amt im Jahr 1889, zusätzlich zu den normalen Vereinsorganen, ein.
Heute noch haben viele Vereine des ÖTB einen Dietwart.

## Zeit des Nationalsozialismus
Das Amt des Dietwarts wurde in der Zeit des Nationalsozialismus im August 1934 verpflichtend im Deutschen Reich eingeführt.
Der Dietwart sollte in der NS-Zeit im Auftrag des Reichssportführers alle Turn- und Sportvereine im nationalsozialistischen Sinne schulen und deren Ideologie und „Erziehungsziele“, also Rassebewusstsein, Gemeinschaftssinn, völkische Haltung und antijüdische Ressentiments, an die Mitglieder herantragen. Er hatte dafür zu sorgen, dass die Vereinsmitglieder Lieder der Nationalsozialisten singen und die Reden des Führers hören. In Dietabenden und Dietprüfungen wurde die völkische Haltung der Sportler kontrolliert.